# SEAT Arona
O SEAT Arona é um automóvel do tipo SUV compacto produzido pela SEAT desde 2017, o carro utiliza a plataforma MQB da Volkswagen.